# Денґліш
Денґліш (нім. Denglisch) — мовне явище‚ сучасний німецько-англійський «суржик» або піджин‚ саме слово «денґліш» складається із назв цих мов — нім. DEutsch + ENGLISCH. Існують також інші‚ менше вживані слова для цього поняття: енґльойч (нім. Engleutsch) та ґерміш (нім. Germisch). Процес поширення денґлішу з роками дедалі прискорюється. Численні англіцизми та цілі фрази постійно потрапляють до мови‚ фактично шар сучасної англійської стає частиною німецької мови. Варто зауважити‚ такому односторонньому запозиченню значною мірою сприяє спорідненність мов (Германська група Індоєвропейської мовної сім'ї). Однозначим противником надмірного вживання ненімецьких слів‚ коли існують відповідні німецькі‚ є Спілка німецької мови (нім. Verein Deutsche Sprache)‚ котра намагається зменшити постійний вплив денґлішу на німецьку громадськість‚ що вживає денґліш дедалі частіше. Попри це і німецькі рекламні плакати‚ написи‚ статті і вся сучасна німецька мова переповнені англіцизмами і псевдоангліцизмами.

## Різниця між денґлішом та англіцизмами
До англіцизмів‚ що часто вживаються в німецькій мові належать як e-mail, messenger bag, laptop‚ так і фрази-кальки на кшталт «Liebe machen» від to make love. Поняття «англіцізм» — доволі нейтральне й визнане мовознавцями‚ а «денґліш» натомість — поняття вченими не вживане та чітко не визначене.
Можна навести кілька прикладів‚ коли англійські дієслова та йменники перейшли до денґлішу:
- Wie im Meeting (англіцизм)  mit den Consultants  (англіцизм) besprochen, wird unsere Awareness-Kampagne (англіцизм) dann nächstes Jahr gelauncht (денґліш).

Речення «Ich habe dir gestern eine E-Mail geschrieben» містить англіцизм‚ а речення «Ich habe dir gestern ge(e)mailt» є прикладом денґлішу.

## Див.також
- Трасянка
- Суржик
- Балак

## Принагідні посилання
- Неофіційний список найуживаніших денґлішівських слів з нім. відповідниками(нім.)
- Арґументи до німецької мови (думки Спілки німецької мови щодо денґлішу) [Архівовано 19 травня 2007 у Wayback Machine.](нім.)